# Tatsuno, Nagano
Tatsuno (japanska: 辰野町?, Tatsuno-machi) är en landskommun (köping) i Nagano prefektur i Japan.  